# Berga helikopterflygplats
Berga helikopterflygplats eller Berga heliport (IATA: -, ICAO: ESQP) var mellan åren 1961 och 2005 en militär helikopterflygplats vid Haninge garnison i Stockholms skärgård, cirka 6 km söder om Västerhaninge i Stockholms län. 

## Historik
Helikopterflygplatsen togs officiellt i bruk den 4 september 1961 i samband med att 1. helikopterdivisionen omlokaliserades från Bromma flygplats. Det var då norra Europas och Sveriges första flygplats avsedd endast för helikopterverksamhet. I samband med 11. helikopterdivisionens omlokalisering, omlokaliserades även Väder- och Flygsäkerhetsavdelning till Berga, avdelningen hade tidigare legat på ön Märsgarn i Horsfjärden.
Helikopterflygplatsen hotades vid några tillfällen av nedläggning, bland annat då det 1986 presenterades en organisationsförändring som innebar att omlokalisera 1. helikopterdivisionen till Tullinge flygfält och där bilda en marinflygflottilj. Även inför försvarsbeslutet 1992 väcktes förslaget om en flytt, då regeringen ville flytta Ostkustens marinkommando, 11.helikopterdivisionen, Kustbevakningens regionledning ost och Mellersta värnpliktskontoret till flottiljområdet i Tullinge.
I samband med försvarsbeslutet 2004 kom dock basen att avvecklas den 30 juni 2005 tillsammans med Svea helikopterskvadron (2. hkpskv), då området skulle övertas av Amfibieregementet (Amf 1). Försvarsmakten kom istället att koncentrera sin helikopterverksamhet till Malmens flygplats utanför Linköping, Luleå flygplats, Såtenäs flygplats utanför Lidköping och till Ronneby flygplats i Blekinge.
Trots att helikopterbasen avvecklades kom en HKP 4A (04460) stå kvar där fram till 2007, då den fraktades till Halmstad och skrotades. Bakgrunden till att den inte flögs därifrån, var att den var ett reservdelsobjekt till övriga helikopterindivider inom samma helikoptersystem.

## Polisflyget
Polisflyget var under en kortare tid lokaliserat till Berga, efter att tidigare haft sin helikopterförläggning förlagd på Tullinge flygplats. Flytten berodde på att deras hangar i Tullinge totalförstördes i samband med en brand natten till 7 februari 2002. I branden totalförstördes polisens nyligen levererade första Eurocopter EC 135 P2, två av deras äldre Bell 206 Jet Ranger och en privat Cessna 172.
Efter att helikopterflygplatsen avvecklades fanns Polisflyget kvar vid basen med två helikoptrar, dock bröt Försvarsmakten i augusti 2006 avtalet med Rikspolisstyrelsen om att få använda Berga efter den 30 september 2006 som bas för Polisflygets Stockholmshelikoptrar. I oktober 2006 omlokaliserades Polisflyget till Myttinge på Värmdö, efter att ha haft en ambulanshelikopterflygplats i Mölnvik som evakueringsbas.

## Flygenheter
| Förbandskod | Förbandsnamn             | Aktivt    | Kommentar                                                         |
| ----------- | ------------------------ | --------- | ----------------------------------------------------------------- |
| 1. hkpdiv   | 1. helikopterdivisionen  | 1961-1989 | Omlokaliserad 1961 från Bromma. Namnändring 1989 till 11. hkpdiv. |
| 11. hkpdiv  | 11. helikopterdivisionen | 1989–1998 | Uppgick 1998 i Svea helikopterbataljon                            |
| MflygL      | Marinflygledningen       | 1990-1997 | Avvecklad 1997.                                                   |
| 2. hkpbat   | Svea helikopterbataljon  | 1998–2000 | Namnändring 1998 från 11. helikopterdivisionen.                   |
| 2. hkpskv   | Svea helikopterskvadron  | 2000-2005 | Avvecklad 2005                                                    |
|             | Polisflyget              | 2002-2006 | Omlokaliserad till 2006 till Myttinge.                            |